# Durand (Wisconsin)
Pour les articles homonymes, voir Durand.
La ville de Durand est le siège du comté de Pepin, dans l'État du Wisconsin, aux États-Unis. Sa population s’élevait à 1 931 habitants lors du recensement de 2010, estimée à 1 846 habitants en 2016.
La région de Durand a été colonisée pour la première fois en 1856 lorsque Miles Durand Prindle, 21 ans, a remonté la rivière dans un bateau à quille appelé la "Dutch Lady", et a pris des terres du gouvernement sur l’emplacement de la ville actuelle.

## Démographie
| Groupe            | Durand | Wisconsin | États-Unis |
| ----------------- | ------ | --------- | ---------- |
| Blancs            | 98,1   | 86,2      | 72,4       |
| Métis             | 0,8    | 1,8       | 2,9        |
| Amérindiens       | 0,5    | 1,0       | 0,9        |
| Autres            | 0,4    | 4,7       | 11,0       |
| Afro-Américains   | 0,2    | 6,3       | 12,6       |
| Total             | 100    | 100       | 100        |
|                   |        |           |            |
| Latino-Américains | 0,8    | 5,9       | 16,7       |

Selon l'American Community Survey, pour la période 2011-2015, 97,95 % de la population âgée de plus de 5 ans déclare parler anglais à la maison, alors que 1,08 % déclare parler l'espagnol et 0,96 % une autre langue.

## Source
- (en) Cet article est partiellement ou en totalité issu de l’article de Wikipédia en anglais intitulé « Durand, Wisconsin » (voir la liste des auteurs).

1. ↑  (en) « Durand, WI Population - Census 2010 and 2000 », sur censusviewer.com.
2. ↑  (en) « Population of Wisconsin - Census 2010 and 2000 », sur censusviewer.com.
3. ↑  (en) « Language spoken at home by ability to speak English for the population 5 years and over ».